# 82'ers Napoli
82'ers Napoli (español: 82 de Nápoles) fue un club deportivo de fútbol americano de Nápoles, Campania (Italia).
Fue fundado en 1982. En 2021 se fusionó con Briganti Napoli, dando vida a Briganti 82 Napoli.